# John McLean (Politiker, 1785)

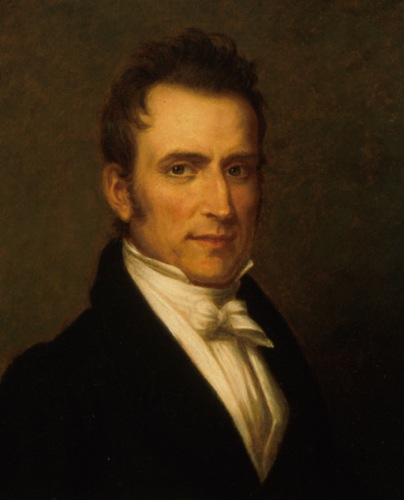
Porträt von John McLean

John McLean (* 11. März 1785 im Morris County, New Jersey; † 4. April 1861 in Cincinnati, Ohio) war ein US-amerikanischer Jurist und Politiker. Er war Abgeordneter im US-Repräsentantenhaus und bekleidete das Amt des Postministers (Postmaster General) unter zwei US-Präsidenten, James Monroe und John Quincy Adams. Ferner war er Richter am Supreme Court der Vereinigten Staaten.

## Leben
In McLeans ersten Lebensjahren zog die Familie häufig um und wohnte in mehreren Grenzstädten, darunter Morgantown (Virginia), Nicholasville (Kentucky) und Maysville (Kentucky), bevor sie sich 1797 schließlich in Ridgeville (Warren County, Ohio) niederließ.
McLean studierte Jura und wurde 1807 als Anwalt zugelassen. Im selben Jahr gründete er The Western Star, eine Wochenzeitung in Lebanon, dem Verwaltungssitz des Warren County, wo er als Anwalt praktizierte. In den folgenden Jahren entschloss er sich, eine politische Karriere einzuschlagen. Er wurde für die Demokratisch-Republikanische Partei in den 13. und den 14. Kongress der Vereinigten Staaten gewählt. Dort übte er seine Tätigkeit vom 4. März 1813 bis zu seinem Rücktritt 1816 aus, um einen Sitz am Supreme Court of Ohio anzunehmen. In das Richteramt war er am 17. Februar 1816 als Nachfolger von William W. Irvin gewählt worden.

## Politik
McLean gab 1822 sein Amt als Richter auf, um Präsident James Monroes Ernennung zum Kommissar des General Land Office nachzukommen. Jedoch behielt er dieses Amt nur bis 1823, da ihn Monroe als  Postminister in sein Kabinett berief. Als solcher war er vom 9. Dezember 1823 bis zum 7. März 1829 tätig, sowohl unter Monroe als auch dessen Nachfolger Adams. In dieser Zeit dehnte sich die Verantwortlichkeit des Amts stark aus – die neuen westlichen Staaten und Territorien kamen ebenso hinzu wie die Umwandlung der Leitungsposition in einen Kabinettsposten. Ferner unterstützte er Andrew Jackson bei seiner Präsidentschaftskandidatur, der ihm die Posten des Kriegsministers und des Marineministers anbot. McLean lehnte jedoch beide Ämter ab und ging stattdessen als Richter zum Supreme Court, wo er dem verstorbenen Robert Trimble nachfolgte.
Bekannt als „The Politician on the Supreme Court“, arbeitete er mit allen Parteien zusammen, zunächst in der Demokratischen Partei mit Andrew Jacksons Anhängern, dann mit dessen Gegnern, mit der Anti-Freimaurerpartei, den Whigs, den Free Soilers und schließlich den Republikanern. Präsident John Tyler bot ihm abermals den Posten des Kriegsministers an, jedoch lehnte er erneut ab. Obwohl er in jüngeren Jahren Sklaven besessen hatte entwickelte er sich zu einem überzeugten Gegner der Sklaverei. Daher betrachtete ihn die neue Republikanische Partei 1856 als einen möglichen Anwärter für das Amt des Präsidenten. Trotz seiner Anstrengungen ging die Nominierung an John C. Frémont. McLean versuchte es 1860 erneut und gewann im ersten Wahlgang bei der Republican National Convention in Chicago zwölf Stimmen, aber letztendlich ging die Nominierung an Abraham Lincoln.

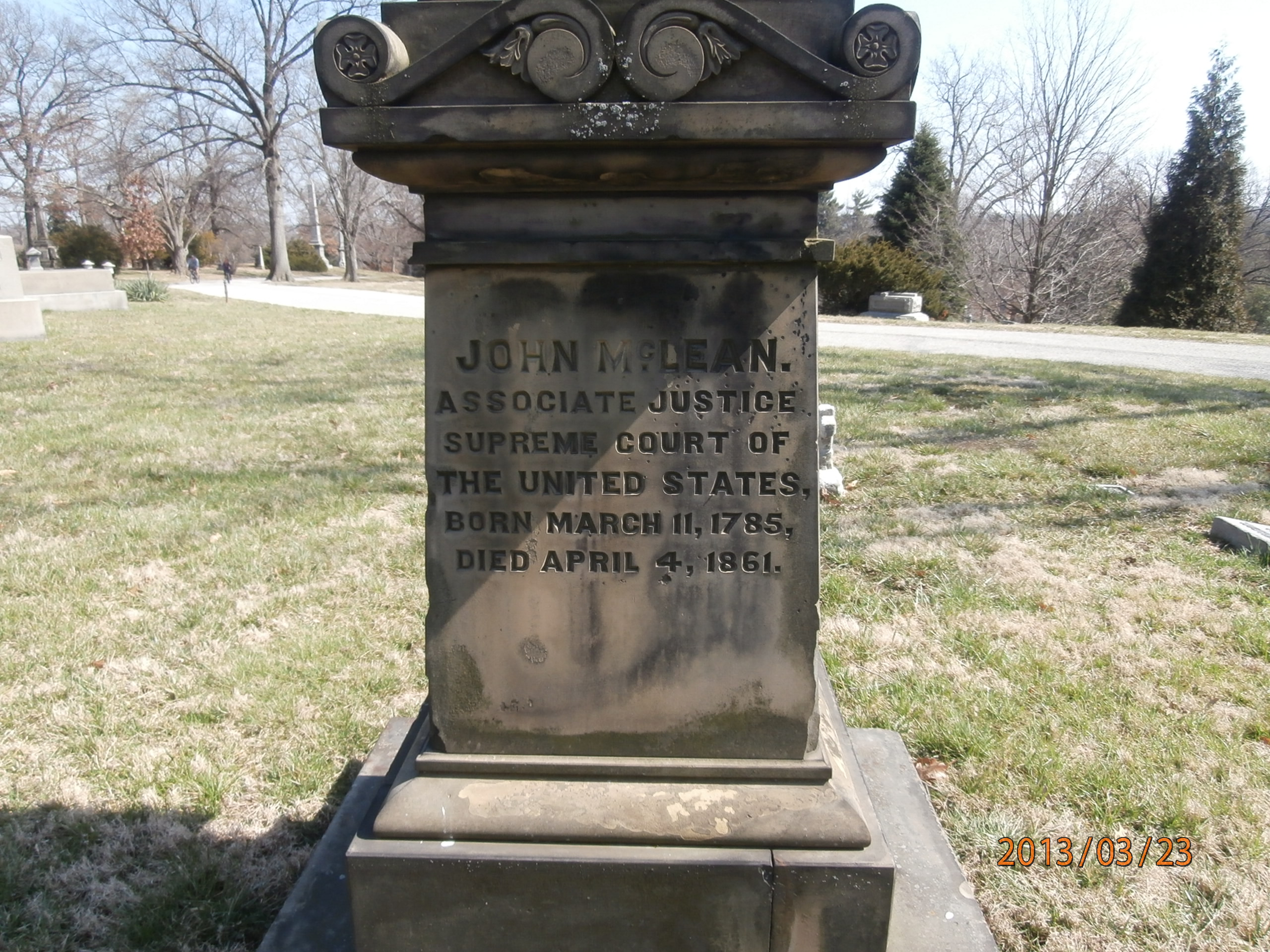
McLeans Grab

Im Fall Dred Scott v. Sandford veranlassten seine massiv abweichenden Ansichten möglicherweise den obersten Richter Roger B. Taney zu einem unfreiwillig harten Urteil. McLean sprach als Richter auch ein Urteil, das ein ziviles Urheberrecht in Amerika ablehnte (Wheaton v. Peters).
John McLean starb am 4. April 1861 in Cincinnati und wurde dort auf dem Spring Grove Cemetery beigesetzt. Er war das letzte noch lebende Mitglied der Kabinette Monroe und Adams.

## Familie
John McLean hatte zwei Brüder, William und Finis, die ebenfalls in der Politik tätig waren. Sein Bruder William vertrat Ohio und sein Bruder Finis Kentucky im US-Kongress. John McLeans Sohn Nathaniel war ein General der Union während des Bürgerkrieges.